# Campeonato Sul-Americano de Clubes de Voleibol Feminino de 2015
O Campeonato Sul-Americano de Clubes de Voleibol Feminino de 2015 foi a décima quinta edição do torneio organizado anualmente pela CSV. Foi disputado entre os  dias 4 e 8 de fevereiro no Ginásio Professor José Liberatti, localizado na cidade de Osasco, no Brasil. A equipe campeã, o Rexona-Ades/RJ, classificou-se para o Campeonato Mundial de Clubes de 2015, realizado entre 5 e 10 de maio, em Zurique, na Suíça. A MVP do torneio foi a cubana Kenia Carcases, atleta do Molico/Osasco, equipe vice-campeã.

## Formato de disputa
As oito equipes qualificadas foram dispostas em dois grupos de quatro equipes, correspondente a fase classificatória,  na qual todas as equipes se enfrentaram entre si (dentro de seus grupos) em turno único. As duas primeiras colocadas de cada grupo se classificaram para a fase semifinal, na qual se enfrentaram em cruzamento olímpico.
Os times vencedores das semifinais se enfrentaram na partida final, que definiu o campeão; já as equipes derrotadas nas semifinais decidirão a terceira posição grupo (Perdedor do Jogo 14 x Perdedor do Jogo 15) e as equipes eliminadas antes da fase semifinal disputarão o quinto lugar (Vencedor do Jogo 13 x Vencedor do Jogo 16), sétimo lugar (Perdedor do Jogo 13 x Perdedor do Jogo 16).
Para a classificação dentre dos grupos na primeira fase, o placar de 3-0 ou 3-1 garantirá três pontos para a equipe vencedora e nenhum para a equipe derrotada; já o placar de 3-2 garantirá dois pontos para a equipe vencedora e um para a perdedora.O torneio foi disputado com as novas regras implantadas pela Fivb  para as temporadas de 2015 e 2016:
a)as equipes podem relacionar 14 atletas, presente entre estas  duas líberos obrigatoriamente;
b) o toque em nenhuma parte da rede que esteja entre as antenas será permitido.

## Equipes participantes
As seguintes equipes foram qualificadas para a disputa do Campeonato Sul-Americano de Clubes de 2015: 
| Equipe                             | País      | Qualificação                                                     |
| ---------------------------------- | --------- | ---------------------------------------------------------------- |
| Molico/Osasco                      | Brasil    | Representante da Cidade-Sede                                     |
| Aragua V.C                         | Venezuela | Campeão da Liga Venezuelana de 2014                              |
| C.A.Bohemios                       | Uruguai   | Campeão da Super Liga Uruguaia de Voleibol de 2014-15            |
| C.A. Villa Dora                    | Argentina | Campeão do Torneio Argentino Pré Sul-Americano de Clubes de 2015 |
| Boston College                     | Chile     | Campeão da Liga Chilena A1 de 2014                               |
| Universidad de San Martín          | Peru      | Campeão da Liga Nacional Superior de Voleibol do Peru de 2014-15 |
| Rexona-Ades/RJ                     | Brasil    | Campeão da Superliga Brasileira A 2014-15                        |
| Universitario San Francisco Xavier | Bolívia   | Campeão da Liga Superior Boliviana de Voleibol de 2014           |

## Primeira fase

### Grupo A
Classificação
|     |                           |     | Jogos | Jogos | Jogos | Pontos | Pontos | Pontos | Sets | Sets | Sets  |
| Pos | Equipe                    | Pts | T     | V     | D     | V      | P      | R      | V    | P    | R     |
| --- | ------------------------- | --- | ----- | ----- | ----- | ------ | ------ | ------ | ---- | ---- | ----- |
| 1   | Molico/Osasco             | 9   | 3     | 3     | 0     | 225    | 110    | 2.045  | 9    | 0    | MAX   |
| 2   | Universidad de San Martín | 6   | 3     | 2     | 1     | 212    | 161    | 1.317  | 6    | 3    | 2,000 |
| 3   | Boston College            | 3   | 3     | 1     | 2     | 157    | 196    | 0.801  | 3    | 6    | 0.500 |
| 4   | C.A.Bohemios              | 0   | 3     | 0     | 3     | 98     | 225    | 0.436  | 0    | 9    | 0,000 |

Resultados
- Horários UTC-02:00

| Data  | Hora  |                           | Placar |                           | Set 1 | Set 2 | Set 3 | Set 4 | Set 5 | Total | Relatório |
| ----- | ----- | ------------------------- | ------ | ------------------------- | ----- | ----- | ----- | ----- | ----- | ----- | --------- |
| 4 fev | 13:00 | Universidad de San Martín | 3 – 0  | Boston College            | 25–20 | 25–15 | 25–20 |       |       | 75–55 | Jogo 1    |
| 4 fev | 19:30 | Molico/Osasco             | 3 – 0  | C.A.Bohemios              | 25–4  | 25–9  | 25–8  |       |       | 75–21 | Jogo 3    |
| 5 fev | 16:30 | Universidad de San Martín | 3 – 0  | C.A.Bohemios              | 25–11 | 25–13 | 25–7  |       |       | 75–31 | Jogo 6    |
| 5 fev | 19:30 | Molico/Osasco             | 3 – 0  | Boston College            | 25–11 | 25–4  | 25–12 |       |       | 75–27 | Jogo 7    |
| 6 fev | 12:30 | Boston College            | 3 – 0  | C.A.Bohemios              | 25–16 | 25–18 | 25–12 |       |       | 75–46 | Jogo 9    |
| 6 fev | 18:30 | Molico/Osasco             | 3 – 0  | Universidad de San Martín | 25–23 | 25–22 | 25–17 |       |       | 75–62 | Jogo 11   |

### Grupo B
Classificação
|     |                |     | Jogos | Jogos | Jogos | Pontos | Pontos | Pontos | Sets | Sets | Sets  |
| Pos | Equipe         | Pts | T     | V     | D     | V      | P      | R      | V    | P    | R     |
| --- | -------------- | --- | ----- | ----- | ----- | ------ | ------ | ------ | ---- | ---- | ----- |
| 1   | Rexona-Ades/RJ | 6   | 2     | 2     | 0     | 225    | 114    | 1.974  | 9    | 0    | MAX   |
| 2   | C.A.Villa Dora | 6   | 3     | 2     | 1     | 211    | 189    | 1.116  | 6    | 4    | 1.500 |
| 3   | Aragua V.C     | 3   | 3     | 1     | 2     | 240    | 171    | 1.404  | 4    | 7    | 0.571 |
| 4   | USFX           | 0   | 3     | 0     | 3     | 118    | 247    | 0.478  | 1    | 12   | 0.083 |

Resultados
- Horários UTC-02:00

| Data  | Hora  |                | Placar |                | Set 1 | Set 2 | Set 3 | Set 4 | Set 5 | Total | Relatório |
| ----- | ----- | -------------- | ------ | -------------- | ----- | ----- | ----- | ----- | ----- | ----- | --------- |
| 4 fev | 16:30 | C.A.Villa Dora | 3 – 0  | USFX           | 25–15 | 25–19 | 25–15 |       |       | 75–49 | Jogo 2    |
| 4 fev | 16:30 | Aragua V.C     | 0 – 3  | Rexona-Ades/RJ | 17–25 | 9–25  | 11–25 |       |       | 37–75 | Jogo 4    |
| 5 fev | 13:30 | C.A.Villa Dora | 3 – 1  | Aragua V.C     | 19–25 | 26–24 | 26–24 | 25–17 |       | 96–90 | Jogo 5    |
| 5 fev | 21:30 | Rexona-Ades/RJ | 3 – 0  | USFX           | 25–5  | 25–12 | 25–5  |       |       | 75–22 | Jogo 8    |
| 6 fev | 15:30 | USFX           | 1 – 3  | Aragua V.C     | 25–22 | 15–25 | 12–25 | 17–25 |       | 69–97 | Jopgo 10  |
| 6 fev | 21:00 | Rexona-Ades/RJ | 3 – 0  | C.A.Villa Dora | 25–15 | 25–17 | 25–23 |       |       | 75–55 | Jogo 12   |

## Finais
- Horários UTC-02:00

|  | Semifinais                | Semifinais             |   |                        | Final                     | Final |  |
|  |                           |                        |   |                        |                           |       |  |
|  | 7 de fevereiro - 14:00    |                        |   |                        |                           |       |  |
|  | Molico/Osasco             | 3                      |   |                        |                           |       |  |
|  | C.A. Villa Dora           | 0                      |   |                        |                           |       |  |
|  |                           |                        |   |                        |                           |       |  |
|  |                           |                        |   |                        | 8 de fevereiro - 13:30    |       |  |
|  |                           |                        |   |                        | Molico/Osasco             | 1     |  |
|  |                           | Rexona-Ades/RJ         | 3 |                        |                           |       |  |
|  |                           |                        |   |                        |                           |       |  |
|  |                           |                        |   |                        |                           |       |  |
|  |                           |                        |   |                        | Terceiro lugar            |       |  |
|  | 7 de fevereiro - 16:30    | 7 de fevereiro - 16:30 |   | 8 de fevereiro - 10:30 | 8 de fevereiro - 10:30    |       |  |
|  | Rexona-Ades/RJ            | 3                      |   | C.A. Villa Dora        | 0                         |       |  |
|  | Universidad de San Martín | 0                      |   |                        | Universidad de San Martín | 3     |  |

### Fase Semifinal

#### Classificação  de 5º  ao 8º
- Horários UTC-02:00

| Data  | Hora  |                | Placar |              | Set 1 | Set 2 | Set 3 | Set 4 | Set 5 | Total | Relatório |
| ----- | ----- | -------------- | ------ | ------------ | ----- | ----- | ----- | ----- | ----- | ----- | --------- |
| 7 fev | 11:00 | Boston College | 3 – 0  | USFX         | 25–17 | 25–17 | 25–18 |       |       | 75–52 | Jogo 13   |
| 7 fev | 19:00 | Aragua V.C     | 3 – 0  | C.A.Bohemios | 25–18 | 25–17 | 25–16 |       |       | 75–51 | Jogo 16   |

#### Classificação final  de 7º e 8º Lugar
- Horários UTC-02:00

| Data  | Hora |      | Placar |              | Set 1 | Set 2 | Set 3 | Set 4 | Set 5 | Total | Relatório |
| ----- | ---- | ---- | ------ | ------------ | ----- | ----- | ----- | ----- | ----- | ----- | --------- |
| 8 fev | 9:00 | USFX | 3 – 1  | C.A.Bohemios | 22–25 | 25–17 | 25–19 | 25–20 |       | 97–81 | Jogo 20   |

#### Classificação final  de 5º ao  6º Lugar
Resultados
- Horários UTC-02:00

| Data  | Hora |                | Placar |            | Set 1 | Set 2 | Set 3 | Set 4 | Set 5 | Total   | Relatório |
| ----- | ---- | -------------- | ------ | ---------- | ----- | ----- | ----- | ----- | ----- | ------- | --------- |
| 8 fev | 8:30 | Boston College | 3 – 2  | Aragua V.C | 25–20 | 26–28 | 27–25 | 17–25 | 20–18 | 115–116 | Jogo 17   |

#### Semifinalistas
Resultados
- Horários UTC-02:00

| Data  | Hora  |                | Placar |                           | Set 1 | Set 2 | Set 3 | Set 4 | Set 5 | Total | Relatório |
| ----- | ----- | -------------- | ------ | ------------------------- | ----- | ----- | ----- | ----- | ----- | ----- | --------- |
| 7 fev | 14:00 | Molico/Osasco  | 3 – 0  | C.A. Villa Dora           | 25–12 | 25–9  | 25–16 |       |       | 75–37 | Jogo 14   |
| 7 fev | 16:30 | Rexona-Ades/RJ | 3 – 0  | Universidad de San Martín | 25–15 | 25–13 | 25–19 |       |       | 75–47 | Jogo 15   |

#### Classificação final de 3º e 4º Lugar
Resultados
- Horários UTC-02:00

| Data  | Hora  |                | Placar |                           | Set 1 | Set 2 | Set 3 | Set 4 | Set 5 | Total | Relatório |
| ----- | ----- | -------------- | ------ | ------------------------- | ----- | ----- | ----- | ----- | ----- | ----- | --------- |
| 8 fev | 10:30 | C.A.Villa Dora | 0–3    | Universidad de San Martín | 14–25 | 11–25 | 12–25 |       |       | 37–75 | Jogo 18   |

#### Finalistas
- Horários UTC-02:00

| Data  | Hora  |               | Placar |                | Set 1 | Set 2 | Set 3 | Set 4 | Set 5 | Total | Relatório |
| ----- | ----- | ------------- | ------ | -------------- | ----- | ----- | ----- | ----- | ----- | ----- | --------- |
| 8 fev | 13:30 | Molico/Osasco | 1–3    | Rexona-Ades/RJ | 25–15 | 21–25 | 22–25 | 14–25 |       | 82–90 | Jogo 19   |

## Premiação
| Campeonato Sul-Americano de Clubes de 2015 |
| Brasil                                     |
| ------------------------------------------ |
| Rexona-Ades/RJ Campeão (2 º título)        |

## Classificação final
| Campeão | Vice-campeão | Terceiro lugar |
| Rexona-Ades/RJ1 - Gabi 2 - Mayhara 3 - Bruna 4 - Giovana 5 - Régis 6 - Juciely 7 - Fofão (C) 8 - Amanda (L) 9 - Roberta 10 - Andréia 12 - Natália 14 - Fabi (L) 15 - Carol 17 - DrussylaTécnico:Bernardo Rezende | Molico/Osasco1 - Lara 2 - Dani Terra (L) 3 - Dani Lins 4 - Carcases 5 - Adenízia 6 - Thaísa (C) 7 - Mari 9 - Aline 10 - Samara 11 - Ivna 12 - Gabi 14 - Diana 15 - Marjorie 18 - Camila Brait (L)Técnico:Luizomar de Moura | USMP3 - Uribe 4 - Mofffet 5 - Milca (C) 6 - Leyva 7 - Arrutia 10 - Cajo 11 - Azca 12 - Ángela Leyva 14 - Frías 15 - Carrasco (L) 17 - Torres (L) 18 - Ruiz Técnico:Juan Diego García |

| 4 | C.A.Villa Dora |
| 5 | Boston College |
| 6 | Aragua V.C     |
| 7 | USFX           |
| 8 | C.A.Bohemios   |

## Prêmios individuais
A seleção do campeonato foi composta pelas seguintes jogadoras:
- MVP (Most Valuable Player):  Kenia Carcases